# گمینا گنگو
گمینا گنگو (به لهستانی:  Gmina Gniew) یک گمینا در لهستان است که در شهرستان تچف واقع شده‌است. گمینا گنگو ۱۹۴٫۷۸ کیلومتر مربع مساحت و ۱۵٬۵۳۴ نفر جمعیت دارد.